# Doggie Julian
Alvin F. „Doggie“ Julian (* 5. April 1901 in Reading, Pennsylvania; † 28. Juli 1967 in White River Junction, Vermont) war ein US-amerikanischer Basketballtrainer. Bekannt ist er für den Gewinn der NCAA-Meisterschaft mit dem College of the Holy Cross im Jahr 1947. Später trainierte er die Boston Celtics.
Für seine Leistungen wurde Julian 1968 in die Naismith Memorial Basketball Hall of Fame aufgenommen.